# What I Go to School For
What I Go To School For – pierwszy singel pop-rockowej grupy Busted, zamieszczony również na albumie Busted. Debiutował na trzecim miejscu UK Singles Chart zespołu. W 2014 roku singiel otrzymał status srebrnego.

## Treść
Piosenka opowiada o czasach szkolnych perypetii, kiedy to uczeń zakochuje się w nauczycielce (pani McKenzie). Specjalnie siada w pierwszej ławce, żeby mieć na nią dobry widok, wspina się na drzewo koło jej domu, by móc ją dobrze zobaczyć i pomimo wielu dziewczyn, które miał stwierdza, że żadna nie jest jak pani McKenzie.
Taka historia przydarzyła się kiedyś Mattowi Willisowi, a jego nauczycielka nazywała się tak jak w piosence. Po nagraniu piosenki Willis poszedł ją odwiedzić i opowiedzieć o piosence. Powiedziała wtedy, że bardzo jej miło.

## Lista utworów

### Wersja brytyjska

#### CD 1
1. "What I Go To School For (Single Version)"
2. "What I Go To School For (Acoustic Version)"
3. "What I Go To School For (Alternative Remix)"
4. "What I Go To School For (Instrumental Mix)"
5. "What I Go To School For (CD-ROM Video)"

#### CD2
1. "What I Go To School For (Album Version)"
2. "Brown Eyed Girl"
3. "CD-ROM Interactive Interview"

### Wersja amerykańska
1. "What I Go to School For (Radio Version)"
2. "What I Go to School For (Album Version)"
3. "What I Go to School For (CD-ROM Track)"

## Cover
W 2006 roku, został nagrany cover piosenki na płycie It’s About Time zespołu Jonas Brothers, ze zmienionym tekstem – w wersji tej piosenka opowiada o uczniu, który zakochał się w dziewczynie z najstarszej klasy.